# Неизвестная (река, впадает в море Лаптевых)
Неизве́стная — река в Таймырском Долгано-Ненецком районе Красноярского края России, впадает в бухту Неизвестную пролива Петра (море Лаптевых), которая представляет собой длинный и достаточно широкий эстуарий или губу. Длина реки — 131 км, площадь водосборного бассейна — 2120 км².
Исток реки находится на северо-востоке полуострова Таймыр, в самой высокой части гор Бырранга, на высоте более 500 м над уровнем моря. Течёт преимущественно на северо-восток, сначала по горной тундре, ближе к устью — по арктической. После выхода из гор на равнину русло расширяется до 80 м, при этом глубина остаётся весьма незначительной, всего 0,4 м. Многочисленные шиверы и осерёдки. Берега часто заболоченные, песчаные, с присутствием термокарста. Впадает в бухту Неизвестную в 37 км к северо-западу от устья реки Вездеходной. В низовьях, где река испытывает приливно-отливные течения, ширина русла составляет 385 м при глубине 0,7 м. 
Основной приток — река Галечниковая длиной 51 км, впадает слева.

## Данные водного реестра
По данным государственного водного реестра России и геоинформационной системы водохозяйственного районирования территории РФ, подготовленной Федеральным агентством водных ресурсов:
- Бассейновый округ — Енисейский
- Речной бассейн — Хатанга
- Речной подбассейн — Хатанга от слияния Хеты и Котуя до устья
- Водохозяйственный участок — Реки бассейна моря Лаптевых от мыса Прончищева до границы между Таймырским (Долгано-Ненецким) АО и Республикой Саха (Якутия) без реки Хатанга
- Код объекта в государственном водном реестре — 17040400212117600001997[5].